# Adiantum reniforme
Adiantum reniforme är en kantbräkenväxtart. Adiantum reniforme ingår i släktet Adiantum och familjen Pteridaceae.

## Underarter
Arten delas in i följande underarter:
- A. r. pusillum
- A. r. reniforme
- A. r. asarifolium
- A. r. crenatum

## Bildgalleri

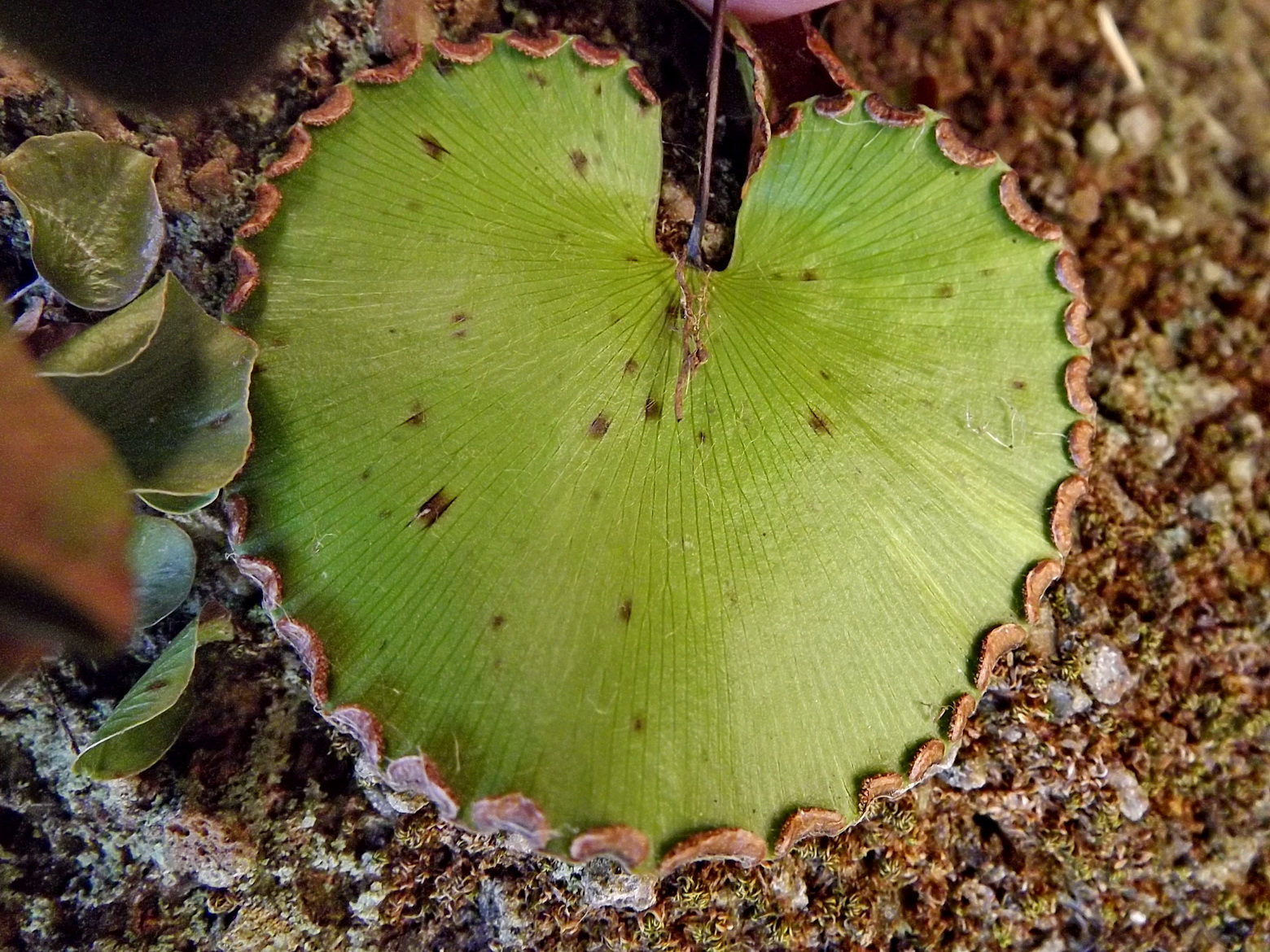